# لقاء هينداي

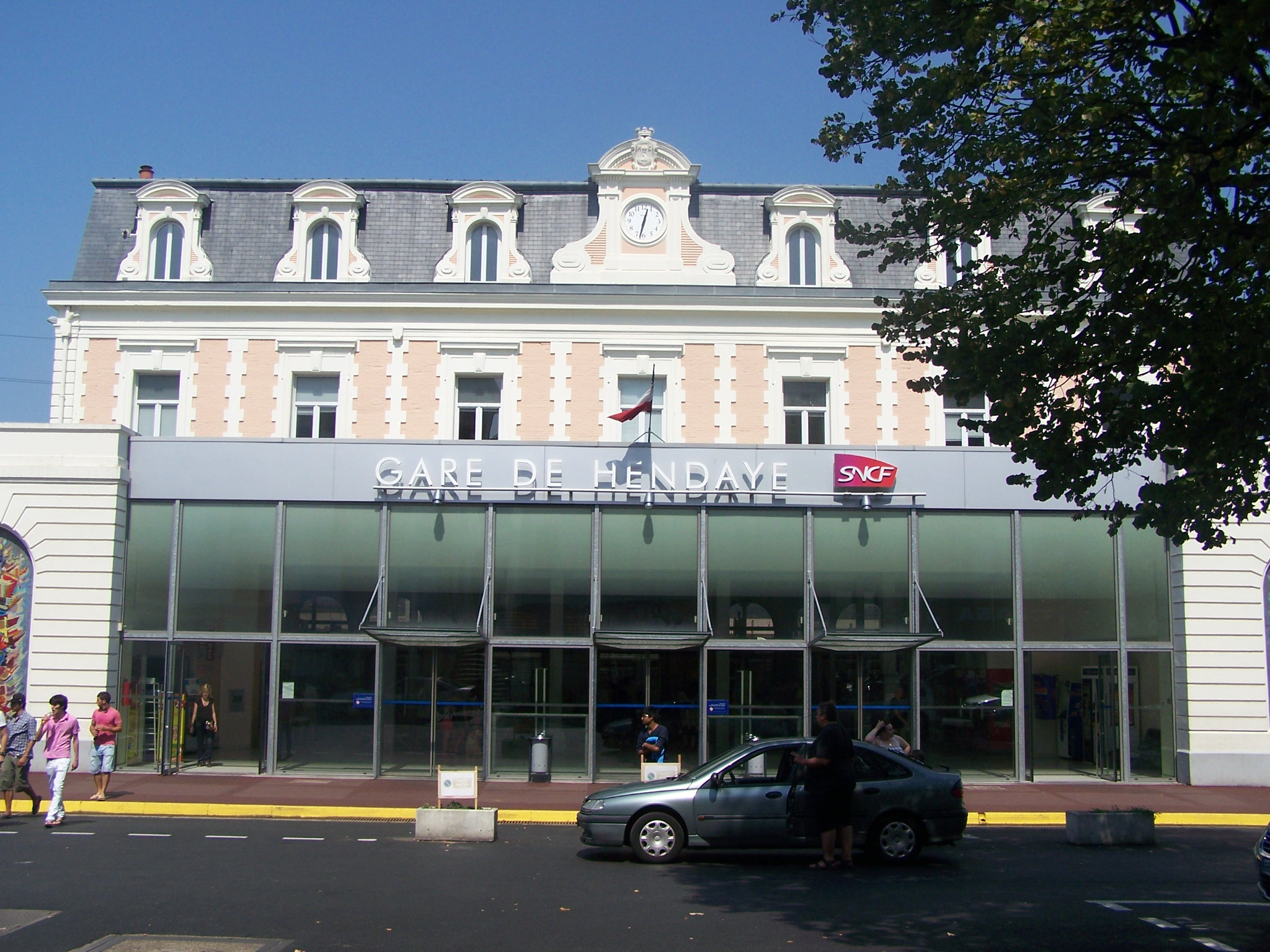
محطة هينداي حيث جرى اللقاء بين هتلر وفرانكو

اجتماع أو لقاء هينداي، التقى فرانسيسكو فرانكو بأدولف هتلر في حضور وزيري خارجيتهما، رامون سيرانو سونير ويواخيم فون ريبنتروب. حدث ذلك في محطة السكك الحديدية في بلدة هينداي الفرنسية، بجوار الحدود الإسبانية الفرنسية يوم 23 أكتوبر 1940.
كان الغرض من المقابلة هو محاولة حل الخلافات حول شروط إسبانيا لدخول الحرب إلى جانب قوى المحور. ومع ذلك بعد سبع ساعات من الاجتماع، اعتبر هتلر المطالب الإسبانية مكلفة: عودة جبل طارق (بعد هزيمة بريطانيا)؛ وتنازل المغرب الفرنسي وجزء من الجزائر الفرنسية لصالح إسبانيا بالإضافة إلى الكاميرون الفرنسية التي ستنضم إلى مستعمرة غينيا الإسبانية؛ إرسال الإمدادات الألمانية من الغذاء والنفط والأسلحة للتخفيف من حدة الوضع الاقتصادي والعسكري الحرج الذي كانت تعاني منه إسبانيا. كانت النتيجة الوحيدة للمقابلة هي التوقيع على بروتوكول سري تعهد فيه فرانكو بدخول الحرب في التاريخ الذي سيحدده بنفسه والذي يضمن فيه هتلر بشكل غامض فقط أن إسبانيا ستتلقى أراضي في إفريقيا.
كان هذا اللقاء شبيها بلقاء بورديغيرا، الذي كان بين فرانكو وبينيتو موسوليني في بلدة بورديغيرا الإيطالية في 12 فبراير 1941.

## البداية: رحلة سيرانو سونير إلى برلين

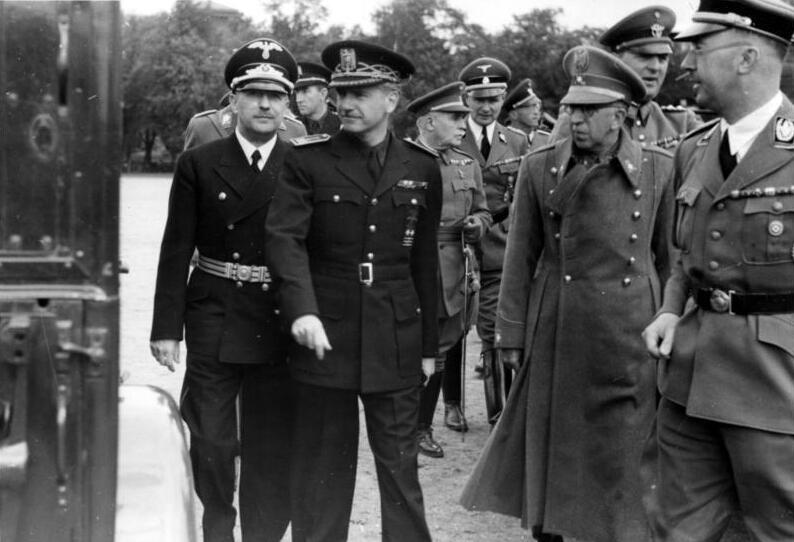
الوزير رامون سيرانو سونير في زيارة إلى برلين، برفقته الجنرال ساغارديا، ويبدو هيملر في استقبالهما.

في سبتمبر 1940 أرسل الجنرال فرانكو رامون سيرانو سونير إلى برلين للاتفاق على شروط دخول إسبانيا في الحرب على جانب المحور. ولكن لم تشارك القيادة الألمانية العليا تفاؤل هتلر بشأن أهمية المساهمة الإسبانية في الحرب. نظرًا للظروف الاقتصادية والعسكرية غير المستقرة التي كانت تعاني منها، ووصف الموقف الإسباني بأنه انتهازي - حذر أدميرال كاناريس هتلر من «أن سياسة فرانكو منذ البداية كانت تتمثل في عدم الدخول في الحرب حتى هزيمة بريطانيا العظمى، لأنه يخشى من قوتها». بالإضافة إلى أن غورينغ أبلغه أن ألمانيا لا تستطيع تلبية الطلبات الإسبانية الكبيرة للإمدادات والأسلحة. وعلى أي حال فإن نية هتلر كما اعترف للجنرال فرانز هالدر كانت: «أن يعد الإسبان بكل ما يريدونه، بغض النظر عما إذا كان يمكن الوفاء بالوعد أم لا».
في 16 سبتمبر وصل سيرانو إلى برلين لمناقشة دخول إسبانيا في الحرب بعد سابقة، كما أكد لريبنتروب في مقابلته الأولى. وخلال الاجتماع قال وزير الخارجية الألماني لسيرانو إنه إذا انتقل المغرب الفرنسي إلى إسبانيا، يجب إنشاء قواعد ألمانية في موغادور وأغادير مع مناطق نائية مناسبة، وكذلك في إحدى جزر الكناري (فيما بعد قام ريبنتروب أيضًا بتضمين غينيا الإسبانية في طلبه). وقد علق السفير فون ستوهرر:«لا يمكن لإسبانيا أن تتوقع منا أن نعطيها إمبراطورية استعمارية جديدة مع انتصاراتنا ولا نحصل على شيء في المقابل». وقد توقع سيرانو سوينير أن يُعامل كحليف ثمين، وبدلاً من ذلك عومل كممثل لدولة تابعة. ومن ناحية أخرى أخفى ريبنتروب من سيرانو أن عملية أسد البحر - غزو إنجلترا - قد تم تعليقها.
في اليوم التالي التقى سيرانو بهتلر لكنه لم يحصل على التزام قاطع بأن المطالبات الإسبانية بشأن إفريقيا سيتم الوفاء بها في مقابل دخول إسبانيا في الحرب. من ناحية أخرى فإن الطلب الإسباني للإمدادات (800,000 طن قمح و 100,000 قطن و 25,000 مطاط و 625,000 من الأسمدة)، لم يكن مبالغًا فيه فقط ولكن لم يتم الالتفات إليه على الإطلاق.

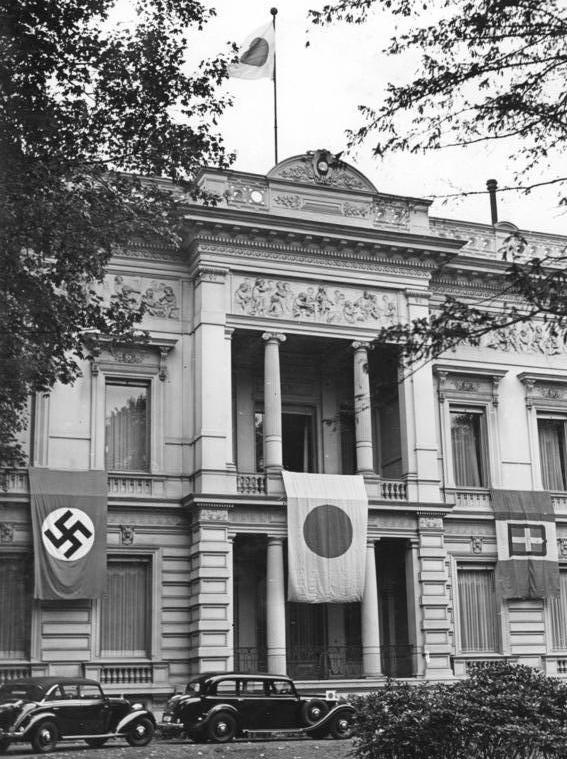
أعلام ألمانيا واليابان وإيطاليا في السفارة اليابانية في برلين، سبتمبر 1940.

أثناء إقامة سيرانو سونير في برلين، تم التوقيع على الاتفاق الثلاثي بين ألمانيا وإيطاليا واليابان في 27 سبتمبر، حيث حضره ضيفًا، واعتبر كل من الألمان والإسبان زيارة سيرانو سونير فاشلة نسبيًا. «واعتقد الألمان أنه كان يطلب الكثير؛ وأن هتلر قدم القليل جدًا». التقى هتلر في 28 سبتمبر مع الكونت تشانو وقال له: «لا يمكنك التقدم مع الإسبان بدون اتفاقيات محددة ومفصلة للغاية» وسلط الضوء على عدم التناسب بين ما طلبه فرانكو وما يمكن أن يقدمه، فضلا عن الإعراب عن شكوكه حول ما إذا كان لديه نفس قوة الإرادة التي يجب أن يعطيها ويتلقى. وخلص إلى أنه في ظل هذه الظروف كان يعارض التدخل الإسباني في الحرب لأنه سيكلف أكثر مما يستحق. أخبر موسوليني نفس الشيء خلال المقابلة التي أجروها في برينر في 4 أكتوبر. واتفق معه الدوتشي:«إسبانيا طلبت الكثير ولم تقدم شيئًا». كما أشار باول برستون، إذا كان هتلر يريد حقًا التأثير على فرانكو لصالحه، لكان من السهل جدًا عليه إرسال الإمدادات أو اتخاذ موقف أكثر سخاء تجاه طموحات فرانكو الإمبراطورية. في غضون ذلك كان الجنرال فرانكو متحمسًا لإمكانية الحصول على المغرب الفرنسي، والتي كانت وفقًا لسيرانو سونير:«رغبته دائمًا، فهي الأرض التي تدرب فيها ليكون قائد عسكري عظيم»، وهذا على الرغم من تدهور أزمة الغذاء في إسبانيا.
من جانبهم كان البريطانيون على استعداد لتقديم تنازلات لمنع إسبانيا من دخول الحرب. وفي 8 أكتوبر صرح رئيس الوزراء ونستون تشرشل في مجلس العموم أن بريطانيا العظمى تريد أن ترى إسبانيا تحتل المنصب الذي يحق لها أن تكون قوة متوسطية عظمى ومرشد وعضو في أسرة أوروبا والمسيحية. وأنه يتفهم حاجتها إلى البقاء على الحياد من أجل إعادة بناء حياتها الوطنية بكرامة ورحمة وشرف. وذكرت الصحافة الإسبانية التي يسيطر عليها سيرانو الخطاب لكنها حذفت أي ذكر لإسبانيا.

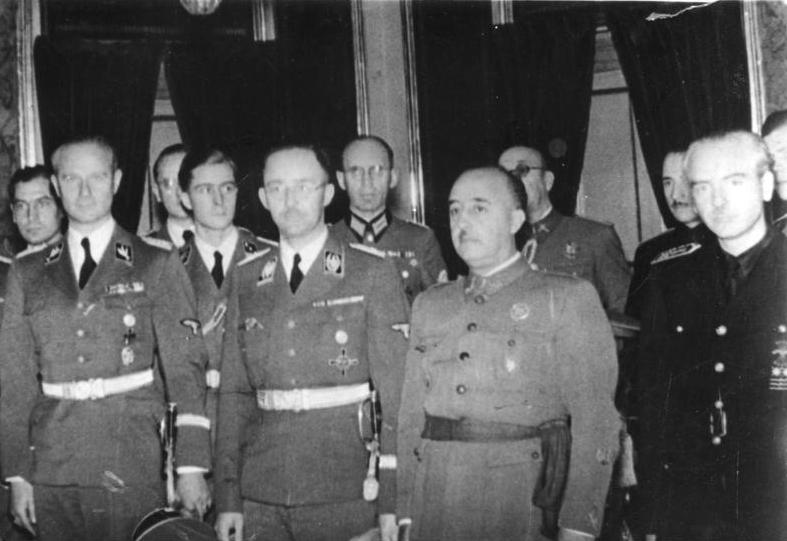
فرانكو مع هاينريش هيملر في أكتوبر 1940.

ازداد اصطفاف فرانكو مع المحور وضوحًا عندما عين في 16 أكتوبر سيرانو سوينير وزيرًا للخارجية بدلاً من الكولونيل خوان بيجبيدر، الذي كان مواليًا لبريطانيا بقوة -وهو ما أزعج هتلر - وطرد وزير الصناعة والتجارة الأنجلوفيلي الآخر لويس ألاركون، فأخذ مكانه رجل الأعمال الفلانخي دمتريو سيغورا، الذي طور برنامج تصدير المواد الخام إلى ألمانيا. أثار إقالة بيجبيدر مخاوف في بريطانيا من أن دخول إسبانيا إلى الحرب كان وشيكًا. من جانبه كتب موسوليني لهتلر أن تغيير الحكومة في إسبانيا يسمح لنا بالتأكد من القضاء على الاتجاهات المعادية للمحور أو على الأقل تحييدها. وبعد أربعة أيام بدأ هيملر زيارته لإسبانيا للإشراف على الأمن، والتدابير المعتمدة للاجتماع بين فرانكو وهتلر المقرر عقده في 23 أكتوبر. وكان الهدف الآخر للرحلة هو تعزيز التعاون بين الشرطة الإسبانية والجستابو.

## اللقاء

### تطلعات فرانكو وهتلر
وفقًا لباول برستون ذهب فرانكو إلى هينداي على أمل «الحصول على مكافأة مناسبة لعروضه المتكررة للانضمام إلى المحور» في محاولة للاستفادة مما اعتبره تراجع الهيمنة الأنجلو-فرنسية التي أبقت إسبانيا في وضع التبعية لأكثر من قرنين. ومن جانبه «لم يكن لدى هتلر أي نية للمطالبة بإسبانيا بالدخول في الحرب على الفور.» ولم يكن مستعدًا للتنازل عن المغرب الفرنسي لفرانكو لأنه كان يعتقد أن فرنسا فيشي هي أفضل من أسبانيا فرانكو للدفاع عنها من هجوم بريطاني. في اليوم التالي من لقائه مع فرانكو في هينداي كان من المقرر أن يلتقي ببيتان في مونتوار سور لو لوار. في الواقع ووفقًا لبريستون شكّلت هينداي ومونتوار رحلة استطلاعية لمعرفة ما إذا كانت هناك طريقة لجعل تطلعات فرانكو وبيتان متوافقة ولمساعدة بعضهما البعض في اتخاذ قرار بشأن استراتيجيتهما المستقبلية في جنوب غرب أوروبا. كان الفوهرر مدركًا لحقيقة أن مستشاريه العسكريين والدبلوماسيين اعتقدوا أنه لا ينبغي إشراك فرانكو في الحرب. حيث قال له اثنان منهم:«الوضع الداخلي في إسبانيا متدهور لدرجة تجعلها شريكة سياسية عديمة الفائدة. علينا أن نحقق الأهداف الأساسية لنا (جبل طارق) دون مشاركتهم الفعالة».
وهكذا بدت المواقف غير قابلة للتوفيق، لأن هتلر لا يرغب استراتيجيًا في استعداء بيتان لتقطيع أوصال الإمبراطورية الفرنسية، وموسوليني الذي يرى أن الافراط في المفاوضات مع إسبانيا قد يكون منافسًا لطموحاته المتوسطية. ومن جانبه كانت إستراتيجية فرانكو هي الحصول على أكبر عدد من التنازلات مقابل الحد الأدنى من التورط في الحرب.

### في عربة إريكا

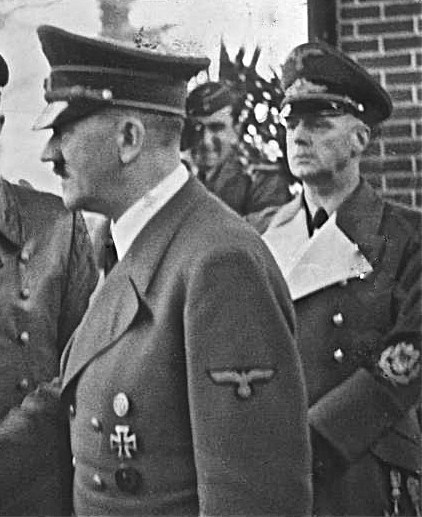
هتلر وريبنتروب في لقاء مونتوار مع الجنرال بيتان بعد يوم من لقاء هينداي.

في الساعة 3:20 مساءً وصل قطار إيريكا الرسمي لهتلر من باريس. ومن جانبه تأخر قطار فرانكو ثماني دقائق من سان سيباستيان (حيث وصل فرانكو بالسيارة من مدريد) بسبب سوء حالة السكك الحديدية الإسبانية. بحلول الوقت الذي نزل فيه من السيارة كان هتلر وفون ريبنتروب ينتظرانه عند أسفل السلم. ارتدى فرانكو زيًا عسكريًا بقبعة ثكنة، بينما ارتدى هتلر زي الحزب بقبعة عالية. قدم البارون فون ستوهرر سفير ألمانيا لدى إسبانيا التعارف، ثم قام رئيسا الدولتين معًا باستعراض حرس الشرف للقوات الألمانية.
جرت المقابلة في عربة الاجتماعات من القطار الألماني. ولم يحضر المقابلة إلا فرانكو وهتلر وفون ريبنتروب ورامون سيرانو سونير ومترجمين فوريين، أحدهما باول شميت مترجم هتلر الخاص. وفي اللقاء قام أدولف هتلر باستطراد طويل عن النظام الأوروبي الجديد الذي سيكون لإسبانيا مكانها فيه، مع أنه كان من الضروري أن تشارك بنشاط في انتصار المحور. وعندما انتهى قدم فرانكو أيضًا عرضًا طويلًا. تحدث عن المغرب والإمدادات، متسائلاً عما إذا كانت ألمانيا في وضع يسمح لها بإرسال 100 ألف طن من القمح إلى إسبانيا. فرد عليه هتلر أن طموحاته في المغرب تصطدم مع حاجة ألمانيا إلى حشد تعاون فرنسا الفيشية، تحطمت آمال فرانكو في تحقيق غزو إقليمي كبير بدون تكلفة عمليًا.
وفقًا لبعض المؤرخين المؤيدين لفرانكو، فإن الأدميرال فيلهلم كاناريس أكد لفرانكو من وراء هتلر أن ألمانيا لن تكسب الحرب، ومن ناحية أخرى طالب فرانكو الفوهرر بتلبية شروطه التي كان من المستحيل عمليًا تلبيتها، مثل تسليم المغرب الفرنسي الذي يصطدم بمصالح فرنسا الفيشية التي لم يرغب هتلر في استعدائها، وكذلك الإمدادات العسكرية وخاصة الجوية، التي لم يستطع هتلر الاستغناء عنها. أدت قائمة ادعاءات فرانكو الطويلة إلى أن قال هتلر لاحقًا لموسوليني: «أنه بدلاً من تكرار المقابلة، أفضل خلع ثلاثة أو أربعة من أسناني».
انتهت المقابلة في 6:05 مساءًا، وأثناء مرافقته إلى عربة الاجتماع في القطار الإسباني قال فرانكو لسيرانو سونير: «إن هؤلاء يريدون كل شيء ولا يعطون شيئًا». ومن جانبه علق هتلر: «لايمكننا القيام بشيء مع هؤلاء». ثم عاد سيرانو إلى القطار الألماني للقاء ريبنتروب الذي أخبره: «فيما يتعلق بادعاءات إسبانيا الإقليمية، فإن تصريحات هتلر الغامضة للغاية لم تشكل ضمانًا كافيًا لنا.» وفقًا لمترجم ريبنتروب، فإن ريبنتروب شتم اليسوعي سيرانو والجبان الناكر للجميل فرانكو، الذي يدين لنا بكل شيء ولم ينضم إلينا إلى الآن.

### البروتوكول السري

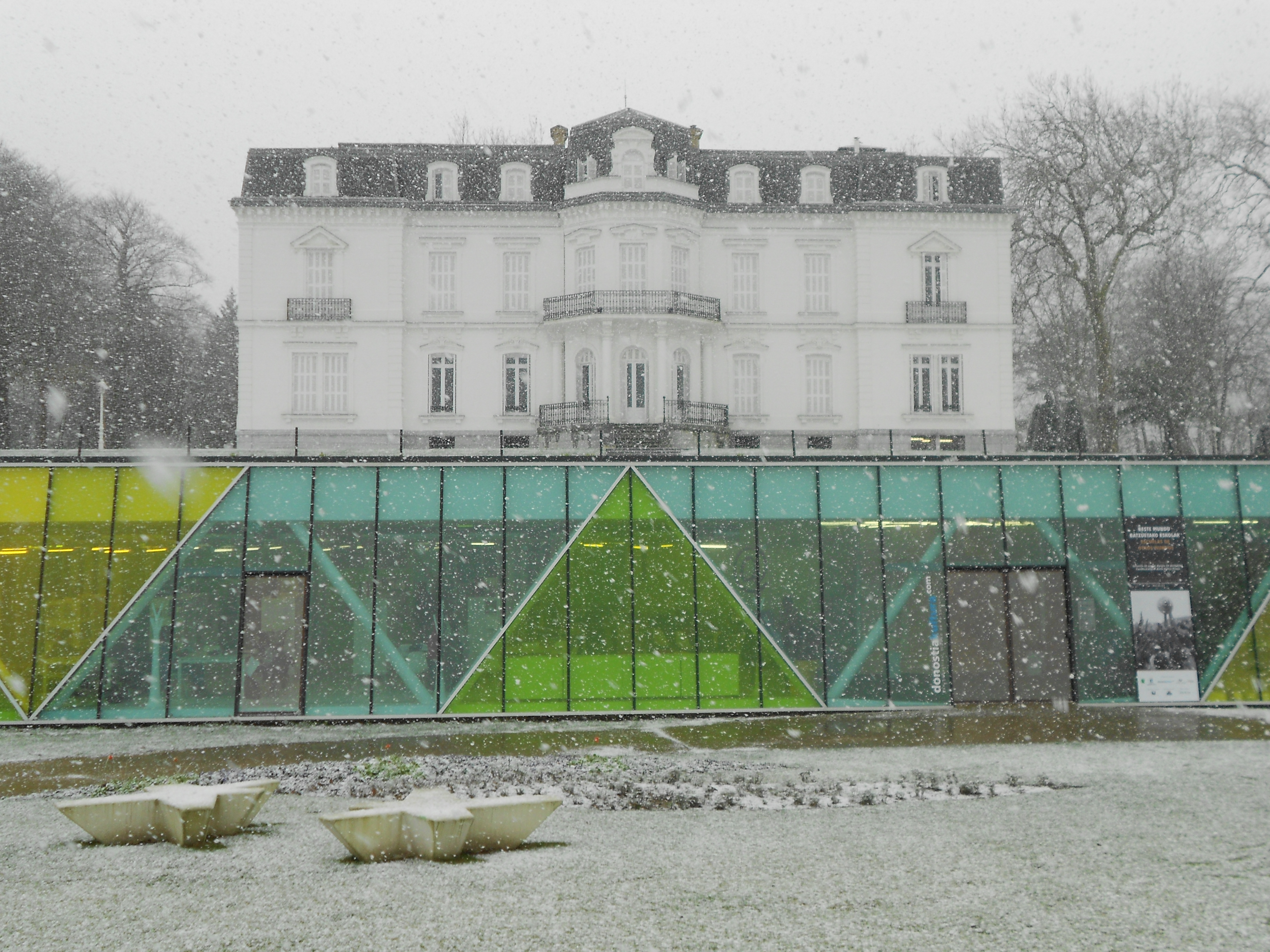
قصر أيتي في سان سيباستيان

خلال الاجتماع الذي عقده وزراء الخارجية، اتفقوا على وضع بروتوكول سري. فقدم الألمان مسودة لكن سيرانو سونير وفرانكو وضعا اقتراحًا جديدًا في قصر أيتي في سان سيباستيان بعد المقابلة في الساعة الثانية والثالثة صباحًا. فلم يقبل ريبنتروب التعديلات التي أدخلت على النص الألماني، والتي أخفاها سيرانو عن فرانكو. ألزم البروتوكول إسبانيا بالانضمام إلى المحور في موعد يتم تحديده بموجب اتفاق مشترك بين القوى الثلاث، شرط اكتمال الاستعدادات العسكرية. مما يعني عمليًا أن فرانكو سيكون هو الذي يقرر متى سيدخل الحرب. من جانبه أعطى هتلر وعدًا صارمًا بشأن جبل طارق، لكنه كان غامضًا جدًا بشأن مطالبات إسبانيا في شمال إفريقيا. وصلت ثلاث نسخ من البروتوكول السري إلى مدريد في 9 نوفمبر ووقع عليها سيرانو سوينير. كتب جوبلز في مذكراته: «ليس لدى الفوهرر انطباع حسن في إسبانيا وفرانكو، إنهم كثيروا اللغط حول لا شيء صلب. على أية حال، فهم غير مستعدين للحرب على الإطلاق. إنهم سادة إمبراطورية لم تعد موجودة. ومن ناحية أخرى فإن فرنسا مسألة أخرى. بينما لم يكن فرانكو متأكدًا من نفسه، بدا بيتان واثقًا وهادئًا».
تم التخلص من النسخة الإسبانية للبروتوكول السري على الأرجح بعد 1945، وكان الأمر نفسه مخيفًا بالنسبة للنسخة الألمانية حتى كشفت عنها وزارة الخارجية الأمريكية سنة 1960.
عمومًا لم يفشل لقاء هينداي فشلاً مطلقًا، حيث تمكن هتلر من الخروج بوعد إسباني بالدخول في الحرب تحت إمرته. وإن ضغط عليها ضغطًا شديدًا قد تدخل الحرب إلى جانبه. إلا أن خططه تغيرت بعد أن طغت عليه أمور أكثر إلحاحًا، مع الأخذ في الاعتبار أيضًا أن حوض البحر الأبيض المتوسط لم يكن منطقة ذات اهتمام توسعي كبير من جانب الرايخ الثالث وهتلر، وذلك لتجنب الدعاوى القضائية بين فرنسا فيشي وإيطاليا الفاشية في شمال افريقيا. أما في أوروبا الشرقية فقد كان السيناريو مختلفًا تمامًا، حيث كان لألمانيا حلفاء فعليين (المجر ورومانيا وسلوفاكيا) وسيضطرون إلى التعاون مع الرايخ الثالث في حالة توسع الحرب إلى البلقان أو الاتحاد السوفيتي، وهو الأمر الذي استُثنيت منه إسبانيا بفضل المسافة الجغرافية.

## العواقب المباشرة

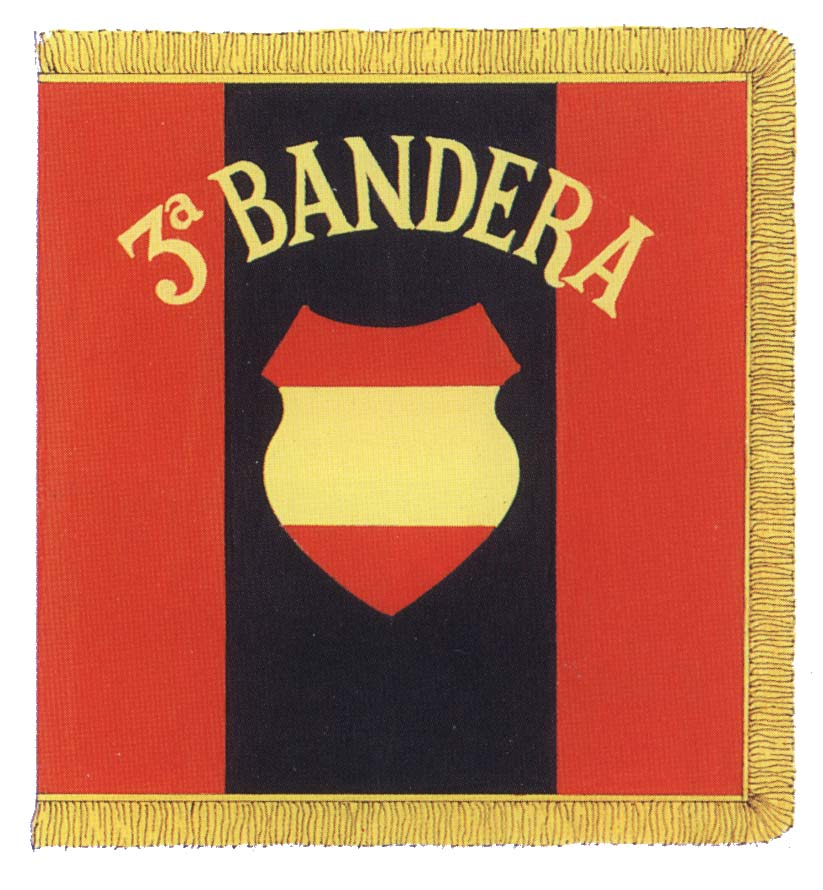
الفرقة الزرقاء

على أي حال لم يتوصل هتلر وفرانكو إلى اتفاق صريح، لذلك لم تدخل إسبانيا رسميًا في هذه الحرب. حدثت أكثر حركة دعم مباشرة للمحور في يونيو 1941، عندما واجه سيرانو سونير ضغوطًا داخلية من القطاعات الموالية للنازية، فشجع على إرسال قسم من المتطوعين الإسبان لدعم ألمانيا في غزو الاتحاد السوفيتي. وكانت استعدادات هؤلاء الجنود موضع شك. من المحتمل أن معظمهم جاءوا ملتهبين بالأفكار الفرانكوية والمعادية للسوفييت، ولكن كان هناك بعض الجنود المحترفين ممن تطوع معهم (وحتى عندما ظهر ضابط متطوع كان يسحب وحدته بأكملها معه). وفرت ألمانيا الأسلحة والزي الرسمي بالكامل. كانت تُعرف باسم االفرقة الزرقاء وعملت بشكل أساسي على جبهات الوسط ولينينغراد.
بالمقابل كان هناك تساهل كبير بل وحتى تعاون في إسبانيا أمام تصرفات عملاء المحور وخاصة الألمان. سمح هذا التعاون للبريطانيين بتنفيذ عملية اللحم المفروم، من أجل غزو صقلية بقليل من المقاومة الألمانية.